# Arhopala staudingeri
Arhopala staudingeri är en fjärilsart som beskrevs av Semper 1890. Arhopala staudingeri ingår i släktet Arhopala och familjen juvelvingar. Inga underarter finns listade i Catalogue of Life.

## Bildgalleri

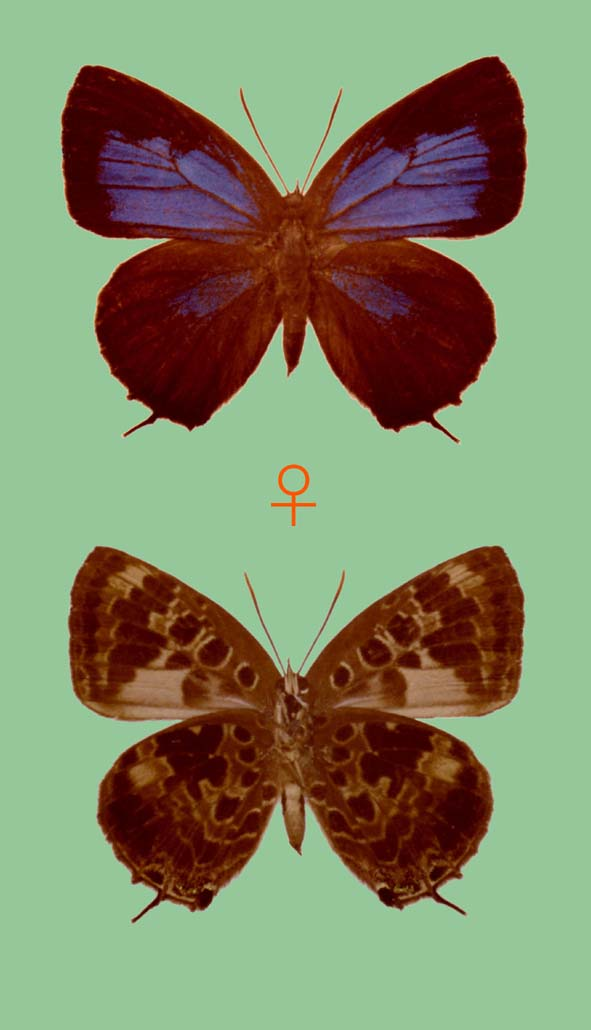